# En la casa
En la casa (título original en francés Dans la maison) es una película francesa dirigida por François Ozon y estrenada en 2012, basada en la obra de teatro El chico de la última fila de Juan Mayorga.

## Resumen
A todos nos gustaría por un momento introducirnos en una casa ajena, penetrar en la intimidad de una familia sin que nadie se enterase. En Dans la Maison tenemos la oportunidad de convertirnos en los cómplices de Claude, el espía de la casa de "los Rapha".
Todo empieza cuando Germain, un profesor frustrado de literatura francesa, manda una redacción a sus nuevos alumnos. En su posterior corrección hay una que le sorprende, la de Claude Garcia, un chico que se sienta en la última fila y que pasa inadvertido, aunque su escritura destaca entre la mediocridad del resto de su clase. Claude, persiguiendo el anhelo de formar parte de la familia ideal que no ha tenido, escribe sobre la de su compañero Rapha. Esta es una familia por la que siempre ha estado obsesionado y que suscita una gran curiosidad en él: quiere saber, en efecto, cómo vive realmente una familia de clase media. Intentando evadirse de su propia realidad, se introduce en la casa de su compañero con el pretexto de ayudarle con las matemáticas.
Germain, asombrado por el talento del chico, se presta a ayudarlo a mejorar su escritura encargándole más redacciones. Claude se decide a relatar sus experiencias en casa de los Rapha, ofreciéndoselas a su profesor como si de una novela por entregas se tratasen, haciendo que este, a su vez, recupere el entusiasmo perdido por su profesión. Las intenciones de Claude no son clara, en tanto que no sabemos qué hace exactamente en casa de los Rapha ni hasta dónde quiere llegar. Lo mismo sucede con las intenciones del profesor, surge la duda de si realmente quiere ayudar a su alumno en la redacción o si se encuentra enganchado en la historia y sólo desea saber qué sucederá a continuación.
Esta película de François Ozon se encuentra entre el género cinematográfico y el literario, tanto por su estilo como por la evolución de los personajes. En ella se traspasan constantemente los límites entre la realidad y la ficción, hasta el punto de que no distinguimos si los hechos relatados están ocurriendo de verdad o si son solo fruto de la imaginación de Claude.

## Reparto
- Fabrice Luchini como Germain Germain.
- Ernst Umhauer como Claude Garcia.
- Kristin Scott Thomas como Jeanne Germain.
- Emmanuelle Seigner como Esther Artole.
- Denis Ménochet como Rapha Artole (padre).
- Bastien Ughetto como Rapha Artole (hijo).
- Yolande Moreau como las gemelas.

## Estreno
La película se estrenó en Francia el 3 de octubre de 2012 a través de Mars Distribution.

## Premios
57.ª edición de los Premios Sant Jordi 
| Categoría                 | Resultado |
| ------------------------- | --------- |
| Mejor película extranjera | Ganadora  |

60.ª edición del Festival de San Sebastián 
| Categoría                        | Candidato     | Resultado |
| -------------------------------- | ------------- | --------- |
| Concha de Oro                    | Concha de Oro | Ganadora  |
| Premio del jurado al mejor guion | François Ozon | Ganador   |

Premios César de 2013 
| Categoría                  | Candidato       | Resultado |
| -------------------------- | --------------- | --------- |
| Mejor película             | Mejor película  | Nominada  |
| Mejor dirección            | François Ozon   | Nominado  |
| Mejor música original      | Philippe Rombi  | Nominado  |
| Mejor guion adaptado       | François Ozon   | Nominado  |
| Mejor revelación masculina | Ernst Umhauer   | Nominado  |
| Mejor actor                | Fabrice Luchini | Nominado  |